# کرت هاویستو
کرت هاویستو (استونیایی: Kert Haavistu؛ زادهٔ ۱۸ ژانویهٔ ۱۹۸۰) بازیکن فوتبال اهل استونی است.
وی همچنین در تیم ملی فوتبال استونی و تیم ملی فوتسال استونی بازی کرده‌است.